# Pi dels Balcans
El pi dels Balcans (Pinus heldreichii) és una espècie de conífera de la família Pinaceae que es troba a les muntanyes del sud-est d'Europa, al sud-oest de Bulgària, Bòsnia, Albània, Macedònia del Nord, Sèrbia, nord de Grècia (sud del mont Olimp), i localitzadament al sud d'Itàlia (és el símbol del Parc nacional de Pollino); creix de 900–2.500 m d'altitud. Sovint és qui marca el límit arbori d'aquesta zona. Arriba a fer 25–35 m d'alt.
Les fulles tenen fascicles de dos en dos que fan 4,5–10 cm de llarg. Les pinyes fan 5–9 cm de llarg de color blau porpra abans de madurar, els pinyons fan 6–7 mm de llarg.

## Nomenclatura
Aquesta espècie es va descriure primer com Pinus heldreichii pel botànic suís K. Hermann Christ en honor de Theodor von Heldreich el 1863 d'espècimens recollits al mont Olimp, i després descrit com P. leucodermis el 1864 d'espècimens d'Orjen; ara es considera la mateixa espècie.

## Arbres vells
Un exemplar localitzat a Itàlia, al parc nacional de Pollino, tenia l'honor de ser l'arbre més vell d'Europa, amb 1229 anys comptats, competint amb un altre exemplar destacat a les muntanyes Pirin de Bulgària, conegut com el pi de Baikushev, que té 24 m d'alçada, 2,2 m de diàmetre i una edat estimada d'uns 1.300 anys. De tota manera, a principis de 2025 s'ha trobat un ginebre més vell que supera els 1600 anys comptats.

## Cultiu i usos
És una planta ornamental en parcs i jardins especialment per les seves pinyes porpres, és molt tolerant al fred sever fins com a mínim -45 °C i al vent.

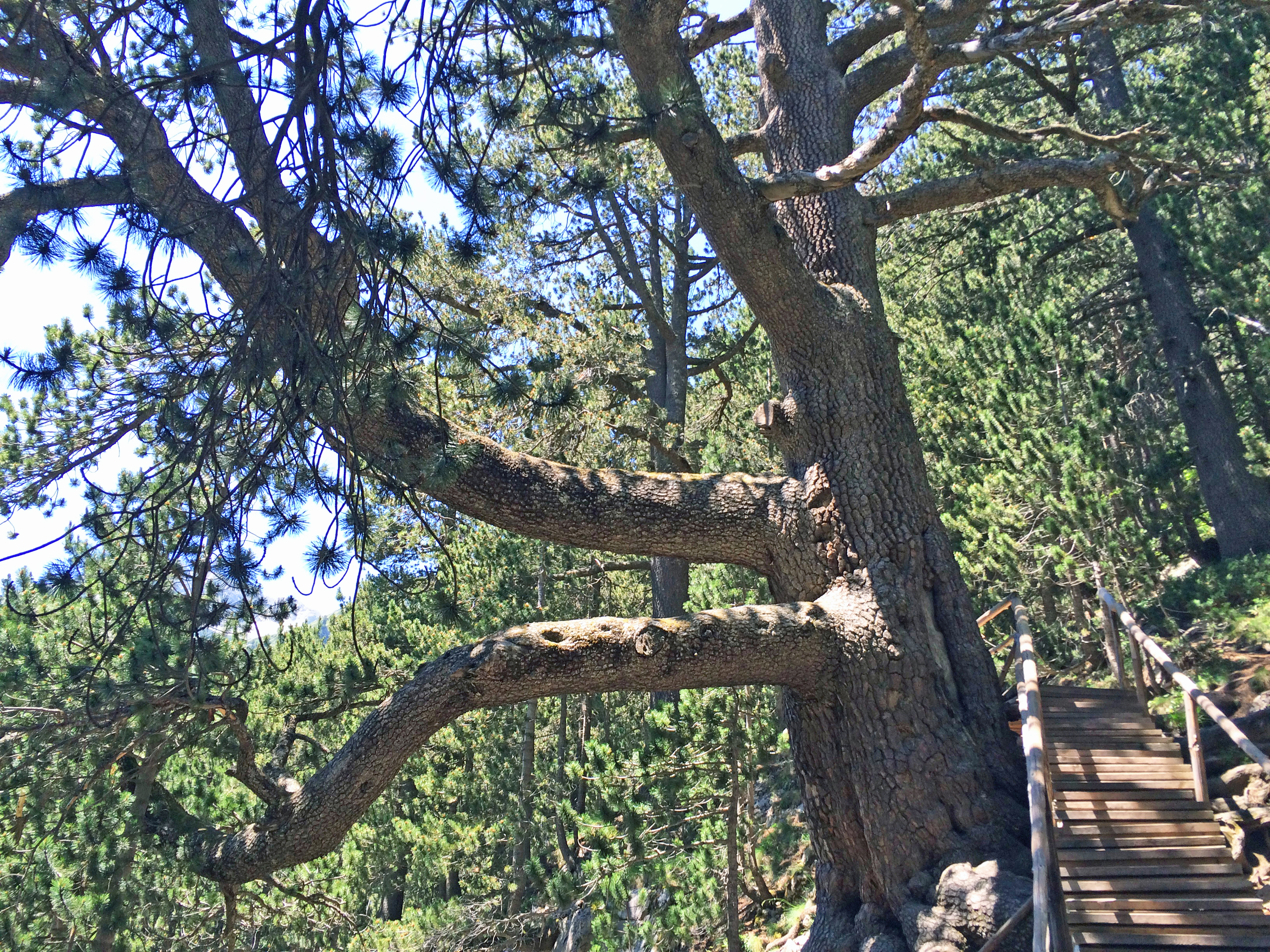
el pi milenari de Baikushev (Bulgària)
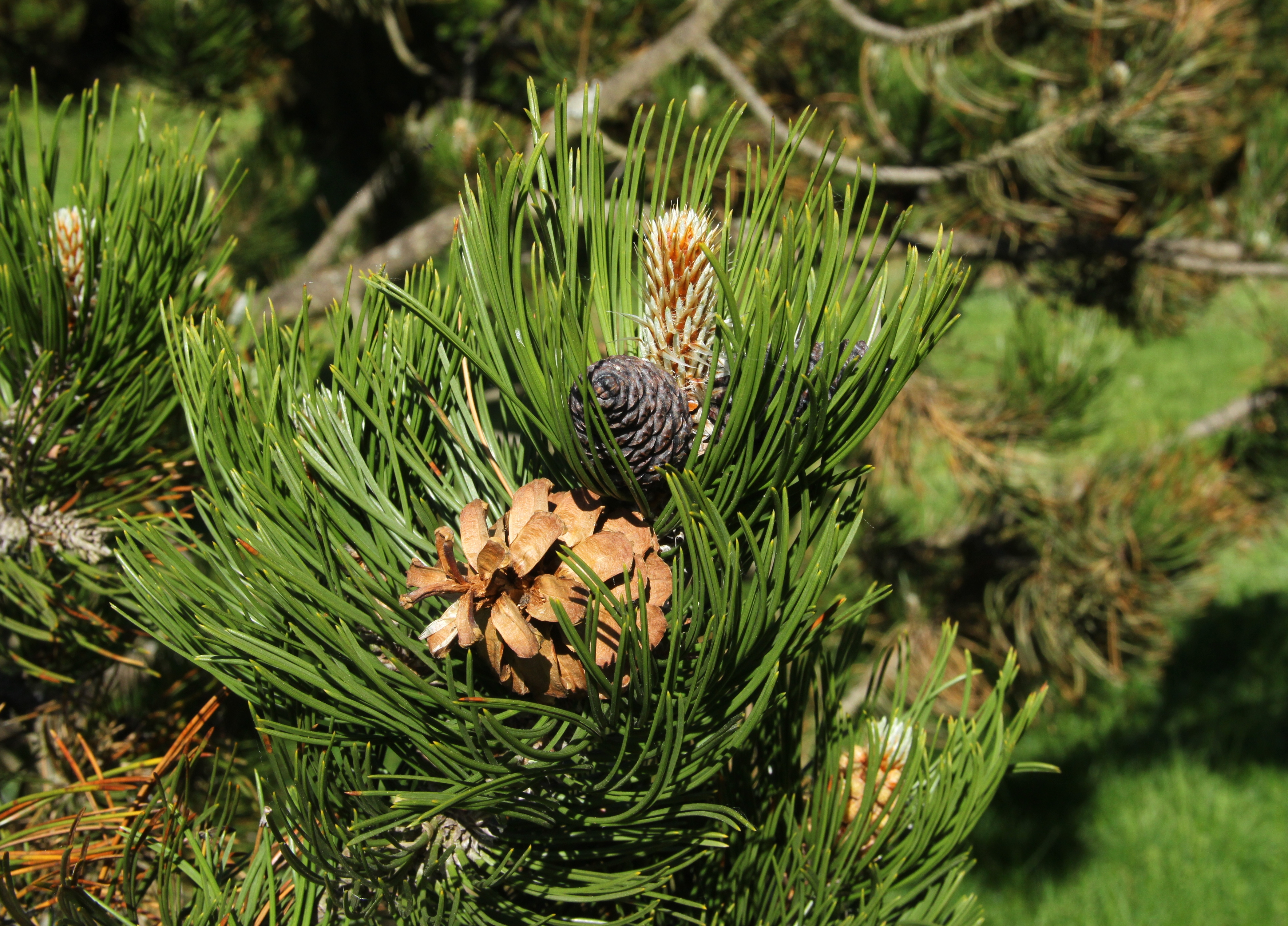
Detall de les pinyes i fulles
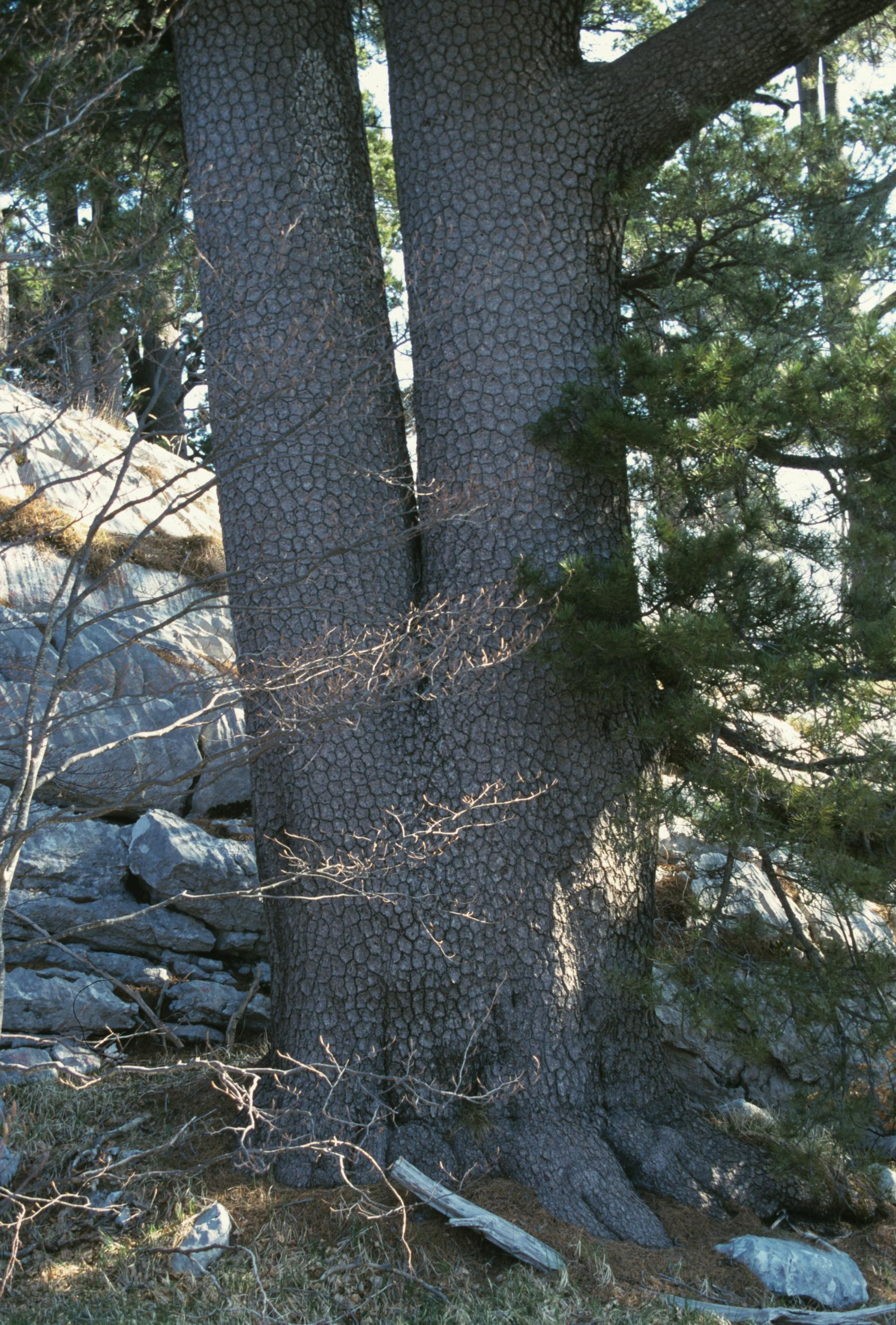
Pinus heldreichii a Orjen (Bòsnia)